# The Show
A The Show (magyarul: A műsor) a REDDI svéd-dán együttes dala, mellyel Dániát képviselték a 2022-es Eurovíziós Dalfesztiválon Torinóban. A dal 2022. március 5-én, a dán nemzeti döntőben, a Dansk Melodi Grand Prixben megszerzett győzelemmel érdemelte ki a dalversenyen való indulás jogát.

## Eurovíziós Dalfesztivál
2022. február 10-én vált hivatalossá, hogy az együttes alábbi dala is bekerült a dán eurovíziós nemzeti döntő mezőnyébe. A dal március 5-én megnyerte a nemzeti döntőt, ahol a nézői szavazatok alakították ki a végeredményt, így az alábbi dallal képviselik Dániát a következő Eurovíziós Dalfesztiválon.
A dalfesztivál előtt Londonban, Amszterdamban és Madridban, eurovíziós rendezvényeken népszerűsítették versenydalukat.
Az Eurovíziós Dalfesztiválon a dalt először a május 10-én rendezett első elődöntőben adták elő fellépési sorrend szerint tizenkettedikként a Horvátországot képviselő Mia Dimšić Guilty Pleasure című dala után és az Ausztriát képviselő LUM!X feat. Pia Maria Halo című dala előtt. Az elődöntőben a nézői szavazatok és a nemzetközi zsűrik pontjai alapján nem került be a dal a május 14-én megrendezésre került döntőbe. Összesítésben 55 ponttal a 13. helyen végeztek.
A következő dán induló Reiley Breaking My Heart című dala volt a 2023-as Eurovíziós Dalfesztiválon.